# مسجد شيرامان جمعة
مسجد شيرامان جمعة هو مسجد في مدينة ميثالا كودونغالور تالوك بمقاطعة تريسور بولاية كيرلا في الهند، يعد مسجد شيرامان أول مسجد بني في الهند، حيث إنه بني عام 629 على يد مالك بن دينار، ويعتقد أن هذا المسجد تم تجديده وإعادة بنائها لأول مرة في القرن الحادي عشر الميلادي.

## التاريخ
يعتقد شعب ولاية كيرلا أن فيهار القديم بوذا كان قد أعطى المسلمين الإذن لإقامة مسجد لهم هناك، ومنذ ذلك الحين كانت العلاقات التجارية بين العرب من جهه وشبه قارة الهند من جهه أخرى نشطة من العصور القديمة، وحتى قبل الإسلام كانت قد نشأت علاقة بين العرب والهند حيث زار التجار العرب منطقة مالابار والتي كانت الوصلة الرئيسية بين موانئ جنوب وجنوب شرق آسيا، ومع ظهور الإسلام أصبح التجار العرب يحملون الدين الجديد وينشرونه أينما ذهبوا، وقد ذهب شيرامان بيروميل ملك شيرا إلى البلاد العربية حيث التقى المسلمين واعتنق الإسلام وغيّر اسمه إلى تاج الدين.
ومن هناك بعث برسائل مع مالك بن دينار إلى أقاربه في ولاية كيرلا يطلب منهم أن تكون لطيفا مع هذا الأخير، ويذهب الاعتقاد بأن مجموعة من العرب بقيادة مالك بن دينار ومالك بن حبيب وصلوا إلى شمال ولاية كيرلا والذين شيدوا مسجد في دودونغالور.
والمسجد لديه مصباح النفط القديم الذي يحرق دائما لكي يضيء والذي يعتقد أن عمره أكثر من ألف سنة، الناس من جميع الأديان يجلبون النفط للمصباح، ومثل معظم المساجد في ولاية كيرلا يسمح المسجد لدخول غير المسلمين إليه، وكان رئيس الهند آنذاك أبو بكر زين العابدين عبد الكلام من بين الزوار الذين زاروا المسجد.

## رمزية المسجد
في 3 أبريل 2016، قدم رئيس الوزراء الهندي  ناريندرا مودي نسخة طبق الأصل مطلية بالذهب من مسجد شيرامان جمعة لخادم الحرمين الشريفين الملك سلمان بن عبد العزيز آل سعود.